# Albižanska križarska vojna
Katarska križarska vojna ali Albižanski pohod (1209-1229) (francosko Croisade des albigeois, okcitansko Crosada dels albigeses) je bila dvajsetletna vojaška akcija, ki jo je sprožil papež Inocenc III. proti katarom v Languedocu na jugu Francije. 
Križarski pohod proti Albižanom (katarom iz mesta Albi) je bil prvi križarski pohod proti Evropejcem. Začel ga je papež Inocenc III., v grofijah Toulouse in Montpellier, leta 1209.
Nasilje proti katarom je bilo ekstremno celo glede na srednjeveške standarde. Na začetku vojne so križarji pobili celotno mesto Béziers s 10.000 prebivalci. Kasneje so zažigali tudi žive in mrtve katare. 
Cerkev je ponudila to področje severno-francoskim plemičem in francoskemu kralju, ki so delovali kot rimskokatoliški plačanci. Francija s to vojno postane skoraj še enkrat večja. Dobila je področja, ki so imela tesne kulturne in jezikovne povezave s Katalonijo in ne s Francijo. 
Katarska križarska vojna je bila zelo pomembna pri vzpostavljanju srednjeveške inkvizicije. 

## Ozadje
Rimskokatoliška cerkev je imela problem s heretičnimi prepričanji, vendar so bile to večinoma le majhne skupine ali lokalizirane sekte. Katari so postali veliko in priljubljeno množično gibanje, razširjeno po celotni regiji. Velik del južne Francije je postal odkrito katarski, katarsko poučevanje pa se je razširilo tudi na druga področja. Heretični nauki oziroma katari se pojavljajo v mestih in novih urbaniziranih območjih. Ni bilo naključje, da so katari prihajali iz južne Francije, ki je bila takrat eno najbolj naseljenih območij Evrope.
Katari so bili najštevilčnejši v provinci Languedoc, v zahodni sredozemski regiji Francije. Takrat je bila del katalonsko-aragonske konfederacije kraljevine Aragonije. Katare so imenovali tudi Albižani, zaradi prisotnosti gibanja v mestu Albi. Politični nadzor v Languedocu je bil razdeljen med lokalne plemiče in mestne svete. Pred križarsko vojno je bilo območje na visoki kulturni ravni.

### Papež Inocenc III. poskuša pokristjaniti katare
Ko je leta 1198 na oblast prišel papež Inocenc III., je skušal preprečiti širjenje katarov. Najprej je poskusil z miroljubnimi metodami, da bi jih prisilil v zavrnitev heretičnih misli. Poslal je duhovnike, da bi katare pokristjanili, a uspeha skoraj ni bilo. Lokalno plemstvo je katare zaščitilo, prav tako lokalni škofje. Leta 1204 je papež suspendiral lokalne škofe in imenoval papeške legate. Papež leta 1206 iskal podporo plemičev in tiste, ki so ščitili katare, izobčil.

### Papež poziva na križarsko vojno proti katarom
Mogočni grof in najpomembnejši plemič območja Rajmond VI. Toulouški ni hotel podpreti katarskega izkoreninjenja in je bil maja 1207 izobčen. Papež je francoskega kralja Filipa II. Avgusta pozval k ukrepanju proti katarskim plemičem. Kralj je bil takrat zaseden z drugo bitko in ni reagiral. Januarja 1208 se je grof Rajmond VI. sestal s papeškim legatom Pierrom d' Castellenom, ki so ga po prepiru ubili.
Papež je takoj izdal razglas, s katerim je pozval na križarski pohod proti Languedocu. Papež ponuja zemljo heretikov vsem, ki bi se pridružili križarski vojni, pa tudi splošno odpuščanje grehov. Veliko plemstva severne Francije se pridruži križarskemu pohodu, ker jih pritegne privlačna ponudba plemiške zemlje na jugu.

## Križarska vojna
Križarsko vojno lahko razdelimo v nekaj faz: 
- Prva faza (1209–1215) - niz velikih uspehov križarjev v Languedocu.
- Druga faza (1215 - 1225) – s serijo uporov so križarji večinoma izgubili, kar so osvojili.
- Tretja faza (1225 - 1229) - posegli so francoski kralji in območje je bilo osvojeno.

Po koncu križarske vojne je inkvizicija še marsikaj postorila in do leta 1255 je prišlo še do več uporov.

### Začetni uspehi križarjev
Do sredine leta 1209 se je v Lyonu zbralo okoli 10.000 križarjev. Veliko jih je prišlo iz severne Francije, nekateri so se prostovoljno javili iz Anglije. Križarji so se obrnili proti Montpellieru in deželam Raymonda Rogerja Trencavela, katerih cilj so bile katarske skupnosti okoli Albija in Carcassonneja. Rajmond VI. je uvidel da obstaja velika nevarnost in obljubi da bo deloval proti katarom, izobčenje je bilo preklicano. Križarji so se napotili proti Montpelieru in ozemlju Rajmonda Rogerja Trencavella. Križarji so prvenstveno hoteli udariti v center okoli Albija in Carcassonneja. Raymondov nečak in grof Foixa je bil tudi podpornik gibanja katarov. Sprva je obljubil, da bo branil mesto Béziers, vendar je po tem, ko je slišal za prihod križarske vojske to mesto zapustil in odhitel v Carcassonne, da bi pripravil obrambo.

### Križarji pobijejo vse ljudi mesta Béziers
Julija so križarji zasedli majhno vasico Servian. Pod poveljstvom papeškega legateta Arnauda Amalricja so začeli oblegati mesto in pozvali katoličane, naj pridejo ven in zahtevajo, da se katari predajo. Nobena skupina ni storila, kot je bilo ukazano. Naslednji dan so mesto zasedli križarji. Celotno prebivalstvo je bilo zaklano in mesto požgano do tal. Ocenjujejo, da je bilo v mestu okoli 500 katarov, križarji pa so ubili 7000 - 20000 prebivalcev. Križarji so vprašali papeškega legata, visokega duhovnika cistercijanskega reda, kako razlikovati katare od ostalih ljudi. Papeški legat je odgovoril: »Vse jih pobijte in Bog jih bo prepoznal.«
Novice o nesreči so se hitro razširile in nato se je veliko naselij predalo brez boja. 

### Križarji zavzamejo Carcassonne in izženejo golo prebivalstvo
Naslednja tarča je bilo mesto Carcassonne. Bilo je dobro utrjeno mesto, vendar je bilo ranljivo in polno beguncev. Križarji so pred mesto prispeli 1. avgusta 1209. Mesto so oblegali in 7. avgusta odrezali dovod vode v mesto. Rajmond Trencavell se je skušal pogajati, a je bil ujet. Carcassonne se je predal 15. avgusta 1209. Prebivalce mesta niso pobili, ampak izgnali gole iz mesta.
Simon de Montfort, ugledni francoski plemič, je bil nato imenovan za vodjo križarske vojske in je dobil nadzor nad območjem Carcassonne, Albi in Béziers. Po padcu Carcassonneja so se mnoga mesta predala brez boja. Albi, Castelnaudary, Castres, Fanjeaux, Limoux, Lombers in Montréal so padli jeseni. Nekatera mesta so se kmalu spet uprla.

### Borbe leta 1210 in sežiganje katarov
Naslednji boji so se odvijali okoli Lastoursa in bližnjega gradu Cabaret. Pierre Roger de Cabaret je decembra 1209 križarje odbil. Pozimi so boje prekinili in jih nadaljevali spomladi, ko so marca križarji zasedli Bram. Junija 1210 se je dobro utrjeno mesto Minerve uprlo, dokler ni bil njihov glavni vodnjak uničen, nato so se 22. julija 1210 predali. Katari so dobili priložnost da se spreobrnejo. Zgorelo je 140 katarov, ki niso hoteli zavreči katarskega prepričanja. Avgusta so križarji napadli kraj Termes, kjer jim je pomagal Pierre Roger de Cabaret. Mesto so zasedli šele decembra 1210.

### Katari osvobodijo velik del province Toulouse
Rajmond VI. Toulouški in več drugih plemičev opusti zavezništvo s križarji, ker so zgroženi nad njihovimi dejanji. Rajmond VI. je bil ponovno izobčen. Boji nad Lastoursom so se ponovili in Pierre Cabaret se je predal. Maja 1211 so križarji zasedli grad v bližini Montreala in tam obesili viteze ter zažgali nekaj sto katarov. Potem ko so junija zasedli  Montferrand, so se križarji odpravili proti Toulousu. Križarji so oblegali mesto in ker jim zmanjkalo zalog so se umaknili.
Rajmond VI. je bil opogumljen in septembra 1211 začel napad na križarskega vodjo Simon de Montforta. Rajmond je pozneje mesto osvobodil in tako osvobodil 30 mest. Leta 1212 so uporniki osvobodili večji del pokrajine Toulouse.

### Leto 1213 in 1214
Peter II. Aragonski prihaja iz Katalonije, da bi pomagal Toulousu proti križarjem. Oblegal je mesto in septembra 1213 so ga ob obleganju ubili, njegova vojska pa je pozneje pobegnila. Za katare je bil to hud udarec. Med letom 1214 se je stanje za katare poslabšalo. Papež je kralju Filipu II. Avgustu ponudil ozemlje Rajmonda VI. Toulouškega in ga s tem zainteresiral za vojno.
Filip II. Avgust je zmagal in Rajmond VI. je pobegnil v Anglijo. Križarji so napredovali in leta 1215 zasedli Toulouse. Toulouse je dobil Simon de Montfort, a ga je aprila 1216 izročil francoskemu kralju Filipu II.
Obenem je Inocenc III. leta 1215 na četrtem lateranskem koncilu vključil niz ukrepov, ki so obsojali heretike na izgnanstvo, zaplembo premoženja in izključitev iz civilnega življenja.

### Upori in uspehi vstajnikov 1216 - 1225
Rajmond VI. se je vrnil s sinom aprila 1216 in uspel zbrati veliko vojsko nezadovoljnih mest. Po trimesečnem obleganju so zasedli  Beaucaire. Simon de Monfort ni uspel preprečiti padca mesta. Zaduši upor v Toulousu in se napoti proti zahodu, da bi ponovno zajel Beaucaire, kar mu ne  uspe. Septembra 1217 je Rajmond VI. osvobodil Toulouse. Monfort neuspešno poskuša vrniti Toulouse, pri čemer je bil ubit junija 1218.
Križarska vojna je bila v razsulu, zato so predali poveljstvo kralju Filipu II., ki ga je najbolj skrbel Toulouse, veliko bolj kot krivoverstvo. Papež Inocenc III. je umrl julija 1216. Konflikt se je do leta 1219 umiril. Križarji so  3. junija 1219, po dolgem obleganju, zavzeli Marmande, a nikakor niso uspeli zasesti Toulousa. Poleg tega so križarji izgubljališe druga mesta. Rajmond VI. in njegov sin Rajmond VII. Toulouški sta leta 1221 nadaljevala z zmagami.
Leta 1222 je Rajmond VI. umrl in njegov sin nadaljuje z vodenjem odpora. Francoski kralj Filip II. je umrl avgusta 1223, nasledil ga je Ludvik VIII. Amaury de Montfort je zapustil Carcassonne in pobegnil, sin Rajmonda Trencavella pa se je vrnil iz izgnanstva in območje ocenil kot svoje. Amaury de Montfort ponudi območje Languedoca francoskemu kralju Ludviku VIII., slednji  ponudbo sprejme.

### Posredovanje francoskega kralja
Novembra 1225 je bil Rajmond VII. Toulouški izobčen, kot je bil prej njegov oče. Francoski kralj Ludvik VIII. je junija 1226 vodil nov križarski pohod, mesta in gradovi pa so se predali brez upora. Avignon je bil nominalno pod vladavino nemškega cesarja in šele po treh mesecih obleganja ga je prevzel Ludvik  VIII. Slednji je umrl novembra 1226, nasledil ga je otrok kralj Ludvik IX. Kraljica regentka je dovolila nadaljevanje križarske vojne. Labécède je bil osvojen leta 1227, Vareilles in  Toulouse pa leta 1228.
Kraljica je Rajmondu VII. ponudila sporazum, po katerem bi postal vladar Toulousea, a bi moral:
- se boriti proti katarom,
- vrniti vso cerkveno lastnino,
- predati svoje gradove in
- uničiti obrambne zidove Toulousa.

Rajmond se je s tem strinjal in podpisal sporazum aprila 1229. Vendar je kraljica obljubo prelomila, Rajmond VII. je bil ujet, bičan in na kratko vržen v temnico.

## Inkvizicija
Languedoc je prišel pod kraljev nadzor. Inkvizicija je bila v Toulouseu ustanovljena novembra 1229, nato se je začel postopek čiščenja območja herezije in preostalih katarskih oporišč. Pod papežem Gregorjem IX. je inkvizicija dobila skoraj neomejena pooblastila za zatiranje heretikov.
Neusmiljena akcija se začne leta 1233 s sežigom živih ali mrtvih katarov, kjer koli so jih našli. Mnogi so se uprli, zbežali v različne trdnjave, kot je grad Montségur, ali pa spet začnejo upor. Katarom uspe leta 1235 izgnati inkvizicijo iz Albia, Narbonna in Toulousa leta 1235. Rajmond Trencavela je vodil vstajo leta 1240, a je bil poražen pri Carcassonneju in je pobegnil v Montreal, kjer so ga kraljeve sile oblegale. Predal se je in dovoljen mu je bil prehod v Aragonijo.
Rajmond VII. Toulouški je poskusil upor leta 1242 hkrati z angleško invazijo. Po angleškem umiku je Rajmond od kralja dobil amnestijo.
Katarske trdnjave so padale. Peyrepertuse je padla leta 1240, grad Montségur je bil oblegan 9 mesecev, nazadnje je padel marca 1244. Majhna utrdba grad Quéribus, ki je bila zapostavljena do avgusta 1255, je tudi padla. Zadnji katare je leta 1321 sežgala inkvizicija.

## Zapuščina

### Vpliv
Rezultat albižanske križarske vojne je bil, da je za peto in šesto križarsko vojno primanjkovalo francoskih rekrutov.  Strayer trdi, da je albižanska križarska vojna povečala moč francoske monarhije in papeštvo naredila bolj odvisno od nje. To je sčasoma pripeljalo do avignonskega papeštva.

### Genocid
Rafael Lemkin, ki je v 20. stoletju skoval besedo genocid , je albižansko križarsko vojno označil za »enega najbolj prepričljivih primerov genocida v verski zgodovini«. Mark Gregory Pegg piše, da je »Albižanski križarski pohod sprožil genocid na Zahodu s povezovanjem božanskega odrešenja z množičnim umorom, s tem ko je priznal klanje kot ljubeče dejanje, kot je bilo njegovo žrtvovanje na križu«. Robert E. Lerner trdi, da je Peggova klasifikacija Albižanske križarske vojne kot genocid neprimerna, z utemeljitvijo, da je bila »razglašena proti nevernikom ... ne proti 'rodu' ali ljudem; tisti, ki so se pridružili križarski vojni, niso nameravali uničiti prebivalstva južne Francije ... Če bi Pegg želel povezati križarski pohod s sodobnim etničnim klanjem, no - besede mi ne uspejo (tako kot njemu)«. Laurence Marvin ni tako zaničujoč kot Lerner glede trditve Pegga, da je bil križarski pohod genocid; kljub temu se postavlja pod vprašaj Peggove trditve, da je križarska vojna pomenila pomemben zgodovinski precedens za poznejše genocide, vključno s holokavstom.
Kurt Jonassohn in Karin Solveig Björnson opisujetaalbižanski križarski pohod kot »prvi ideološki genocid«. Kurt Jonassohn in Frank Chalk (ki sta skupaj ustanovila Montrealski inštitut za raziskave genocida in človekovih pravic) vključujeta podrobno študijo primerov albižanske križarske vojne v učbenik o študijah genocida Zgodovina in sociologija genocida: analize in študije primerov (The History and Sociology of Genocide: Analyses and Case Studies), avtorja Strayer in Malise Ruthven.
Po Edwardu Petersu nasilje albižanske križarske vojne ni bilo v skladu z reformami in načrti papeža Inocenca, ki je poudaril spoved, reformo duhovščine in laikov ter pastoralne nauke kot nasprotovanje krivoverstvu. Peters trdi, da je bilo nasilje posledica križarske vojne, ki je bila pod nadzorom mafijcev, nenasitnih vladarjev in lokalnih škofov, ki niso podprli zamisli Inocenca. Nesprejemljiva, škodljiva strast lokalne drhali in lovcev na krivoverstvo, nasilje posvetnih sodišč in prelivanje krvi so v papeštvu sprožili željo po večjem nadzoru nad pregonom krivoverstva. Ta želja je privedla do razvoja organiziranih pravnih postopkov za obravnavo heretikov.